# Poveste din cartierul de vest (film din 1961)
Poveste din cartierul de vest  (titlu original: West Side Story) este un film american din 1961 regizat de Robert Wise și Jerome Robbins. Rolurile principale au fost interpretate de actorii Natalie Wood,  Richard Beymer, Rita Moreno, George Chakiris și Russ Tamblyn. A câștigat Premiul Oscar pentru cel mai bun film. Este o adaptare a unui  musical  omonim de pe Broadway care la rândul său este vag bazat pe tragedia Romeo și Julieta de William Shakespeare. Filmul a fost lansat de United Artists la 18 octombrie 1961.

## Distribuție
- Natalie Wood - Maria, sora mai mică a lui Bernardo, logodnica lui Chino, îndrăgostită de Tony
  - Marni Nixon -  vocea Mariei cântând
- Richard Beymer - Tony 
  - Jimmy Bryant - vocea lui Tony  cântând
- Russ Tamblyn - Riff, conducătorul Jets, cel mai bun prieten al lui Tony
- Rita Moreno - Anita, iubita lui Bernardo, cea mai apropiată confidentă a  Mariei
- George Chakiris - Bernardo, conducătorul  Sharks, fratele mai mare al Mariei, iubitul Anitei
- Simon Oakland - Locotenent de poliție Schrank
- Ned Glass - Doc, proprietar farmacie, șeful lui Tony. El încearcă să vorbească logic cu Tony și cu membrii bandei Jets, dar aceștia rareori îl ascultă.
- William Bramley ca ofițer Krupke, mâna dreaptă a lui Schran

Nemenționați:
- John Astin ca Glad Hand, asistent social
- Penny Santon ca Madam Lucia, proprietar al magazinului de cartier cu articole de nuntă

### Jet
- Tucker Smith ca Ice, locotenentul lui Riff
- Tony Mordente ca Action, este ușor de provocat si de multe ori este furios
- David Winters ca A-Rab, cel mai bun prieten al lui Baby John
- Eliot Feld ca Baby John, cel mai tânăr și mai bună membru al Jet
- Bert Michaels ca Snowboy, un membru comic al Jet
- David Bean ca Tiger
- Robert Banas ca Joyboy
- Anthony 'Scooter' Teague ca  Big Deal
- Harvey Evans (Harvey Hohnecker) ca Mouthpiece
- Tommy Abbott ca Gee-Tar

### FeteJet
- Susan Oakes ca Anybodys, băiețoi și aspirant Jet
- Gina Trikonis ca Graziella, iubita lui Riff
- Carole D'Andrea ca Velma, iubita lui Ice

Nemenționate:
- Rita Hyde d'Amico ca Clarice, iubita lui Big Deal
- Pat Tribble ca Minnie, iubita lui BabyJohn
- Francesca Bellini ca Debby, iubita lui Snowboy
- Elaine Joyce ca Hotsie, iubita lui Tiger

### Shark
- Jose DeVega ca Chino, cel mai bun prieten al lui  Bernardo
- Jay Norman ca Pepe, locotenentul lui Bernardo
- Gus Trikonis ca Indio, cel mai bun prieten al lui Pepe
- Eddie Verso ca Juano
- Jamie Rogers ca Loco
- Larry Roquemore ca Rocco
- Robert E. Thompson ca Luis
- Nick Covacevich ca  Toro
- Rudy Del Campo ca Del Campo
- Andre Tayir ca Chile

### FeteShark
- Yvonne Othon - Consuelo, iubita lui Pepe
- Suzie Kaye ca Rosalia, iubita lui Indio
- Joanne Miya ca Francisca, iubita lui Toro

Nemenționate:
- Maria Jimenez Henley ca Teresita, iubita lui Juano
- Yvonne Wilder ca Alicia, iubita lui Chile
- Luci Stone ca Estella, iubita lui Loco
- Olivia Perez ca Margarita, iubita lui Rocco

## Vezi și
- 1961 în film
- Poveste din cartierul de vest (film din 2021)